# Isola di Barrettinelli di Fuori
L'isola di Barrettinelli di Fuori è un isolotto del mar Tirreno situato ad est dell'isola di Santa Maria, nella Sardegna nord-orientale.

Appartiene amministrativamente al comune di La Maddalena e si trova all'interno del parco nazionale dell'Arcipelago di La Maddalena.